# Газ Кнудсена
Газ Кнудсена — это газ, пребывающий в состоянии столь низкой плотности, что средняя длина свободного пробега молекул газа между столкновениями превосходит диаметр сосуда, содержащего газ. Если средняя длина свободного пробега намного больше диаметра, в режиме потока преобладают столкновения между молекулами газа и стенками сосуда, а не межмолекулярные столкновения друг с другом. Назван в честь Мартина Кнудсена.

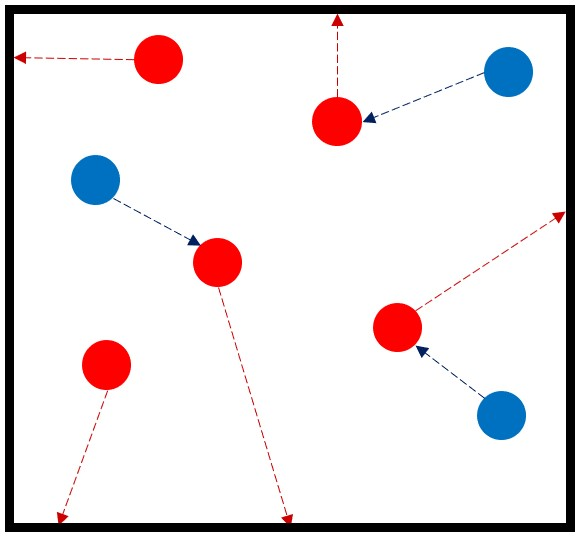
Пример газа Кнудсена. Число соударений между молекулами газа и стенками сосуда (показано красным) много больше числа соударений между молекулами газа (показано синим).

## Число Кнудсена
Для газа Кнудсена число Кнудсена существенно превосходит 1. Число Кнудсена определяется как
{\displaystyle {\rm {{Kn}={\frac {\lambda }{L}}}}}
где
- {\displaystyle \lambda } — длина свободного пробега [m]
- {\displaystyle L} — диаметр сосуда [m].

При {\displaystyle 10^{-1}<{\rm {{Kn}<10}}} имеет место переход между ламинарным и турбулентным режимами течения газа. В этом режиме число межмолекулярных столкновений ещё не пренебрежимо мало по сравнению с числом соударений со стенками. Однако при {\displaystyle {\rm {{Kn}>10}}} имеет место свободное молекулярное течение, и межмолеклярными столкновениями можно пренебречь по сравнению со столкновениями со стенками.

## Пример
Пусть в сосуде содержится воздух при комнатных температуре и давлении, длина свободного пробега в котором составляет 68nm. Если диаметр сосуда меньше 68nm, то число Кнудсена больше 1, и имеет место пример газа Кнудсена. Такой газ не был бы газом Кнудсена, если бы диаметр сосуда превосходил бы 68nm.